# Temple protestant de Courcelles-Chaussy
Le temple protestant de Courcelles-Chaussy est un édifice de culte situé place du temple à Courcelles-Chaussy. La paroisse est membre de l'Union des Églises protestantes d'Alsace et de Lorraine.

## Histoire
Pendant l’annexion, la Moselle se transforme sous l’action des autorités allemandes, qui appliquent une politique urbanistique volontariste. L’éclectisme architectural se traduit par l’apparition, dans le district de Lorraine, de nombreux édifices de style néoroman, de style néogothique, ou encore de style néo-Renaissance. Le nouveau temple de Courcelles-Chaussy doit remplacer un temple plus ancien, situé à côté du château de Claude Antoine de Vienne, comte de Clervant et époux de Catherine de Heu, les seigneurs de Courcelles au XVIe siècle. Le nouveau temple sera de style néogothique, comme celui de Montigny-lès-Metz, dans un style finalement assez proche de celui des édifices construits par l'architecte diocésain Jean François Racine.
L’empereur allemand Guillaume II décide le 2 décembre 1893 de faire bâtir une Kaiserkirche, un temple impérial, d’après les plans de l’architecte berlinois Paul Tornow, architecte qui restaure la cathédrale de Metz de 1874 à 1906 et conçoit le portail principal néo-gothique, inauguré en mai 1903. La réalisation des travaux est confiée à l’entreprise Weis de Metz. Le 27 mai 1894 la première pierre est posée par le gouverneur d’Alsace-Lorraine le prince de Hohenlohe-Langenburg, oncle de l’empereur et futur chancelier. Le 18 mai 1895, les cloches arrivent de Berlin. Chacune portait l’écusson impérial et les inscriptions : « Empereur et Roi », de plus sur la grande : « Dieu », sur la moyenne : « le Roi » et sur la petite : « les frères ». L’empereur inaugure le temple le 17 octobre 1895. 

## Architecture
Le plan est centré, en forme de croix grecque, les différents volumes s'équilibrant autour de la croisée du transept. Le clocher, à quatre clochetons, surmonte un portail de style néogothique flamboyant. Le Kaiser disposait de sa propre entrée, sur le côté, lui permettant de rejoindre la chapelle qui lui été réservée. Des carreaux de faïence, frappés de l'aigle impérial, fabriqués à Mettlach par Villeroy & Boch, décorent cet espace dédié. Le reste de l'édifice est aménagé normalement, avec des tribunes latérales, une tribune d'orgues, une chaire à prêcher en bois et des bancs de part et d'autre de l'allée centrale de la nef, tournés vers le chœur.
Ce temple est significatif de l’influence allemande dans l'architecture à la fin du XIXe siècle.

## Galerie de photos

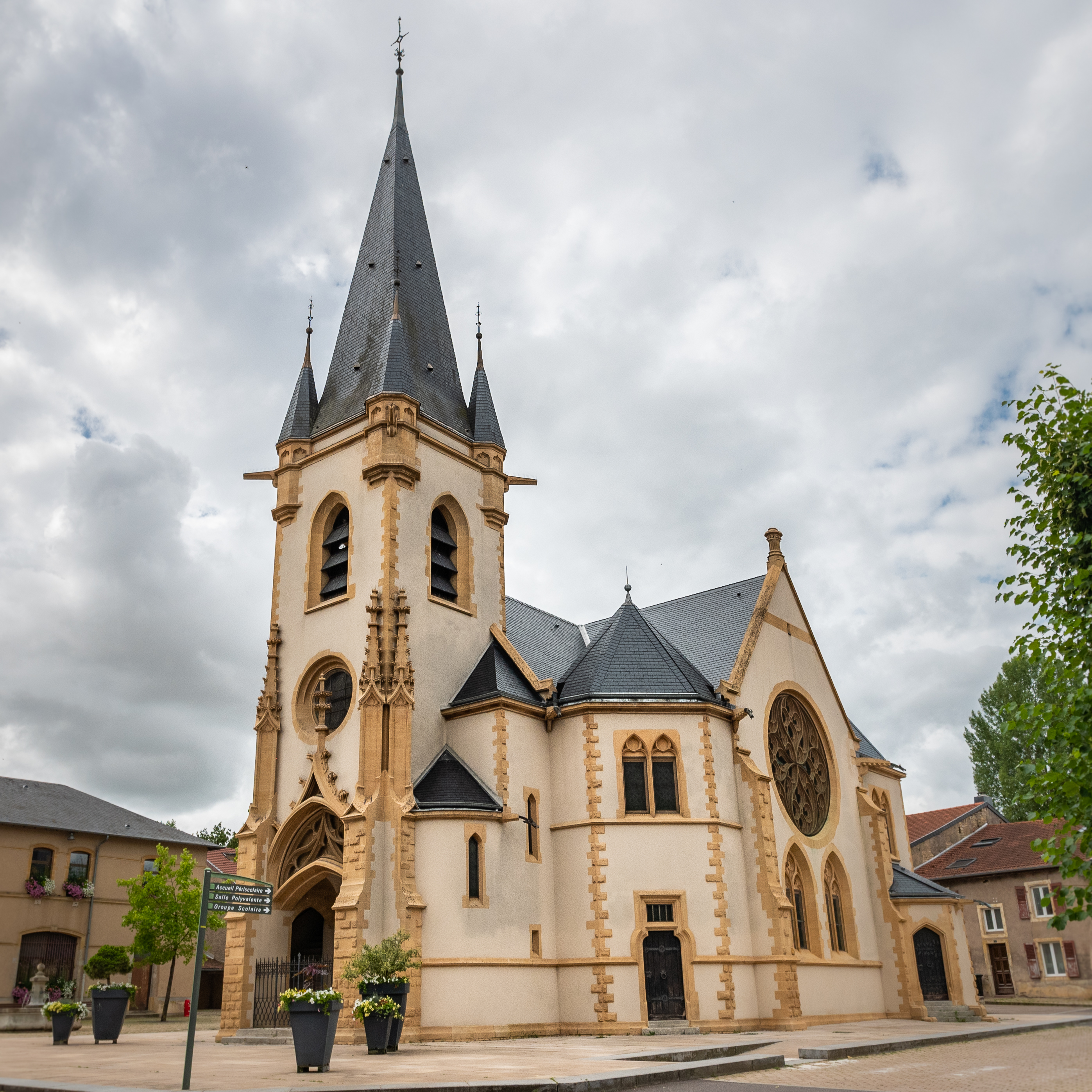
Temple face est
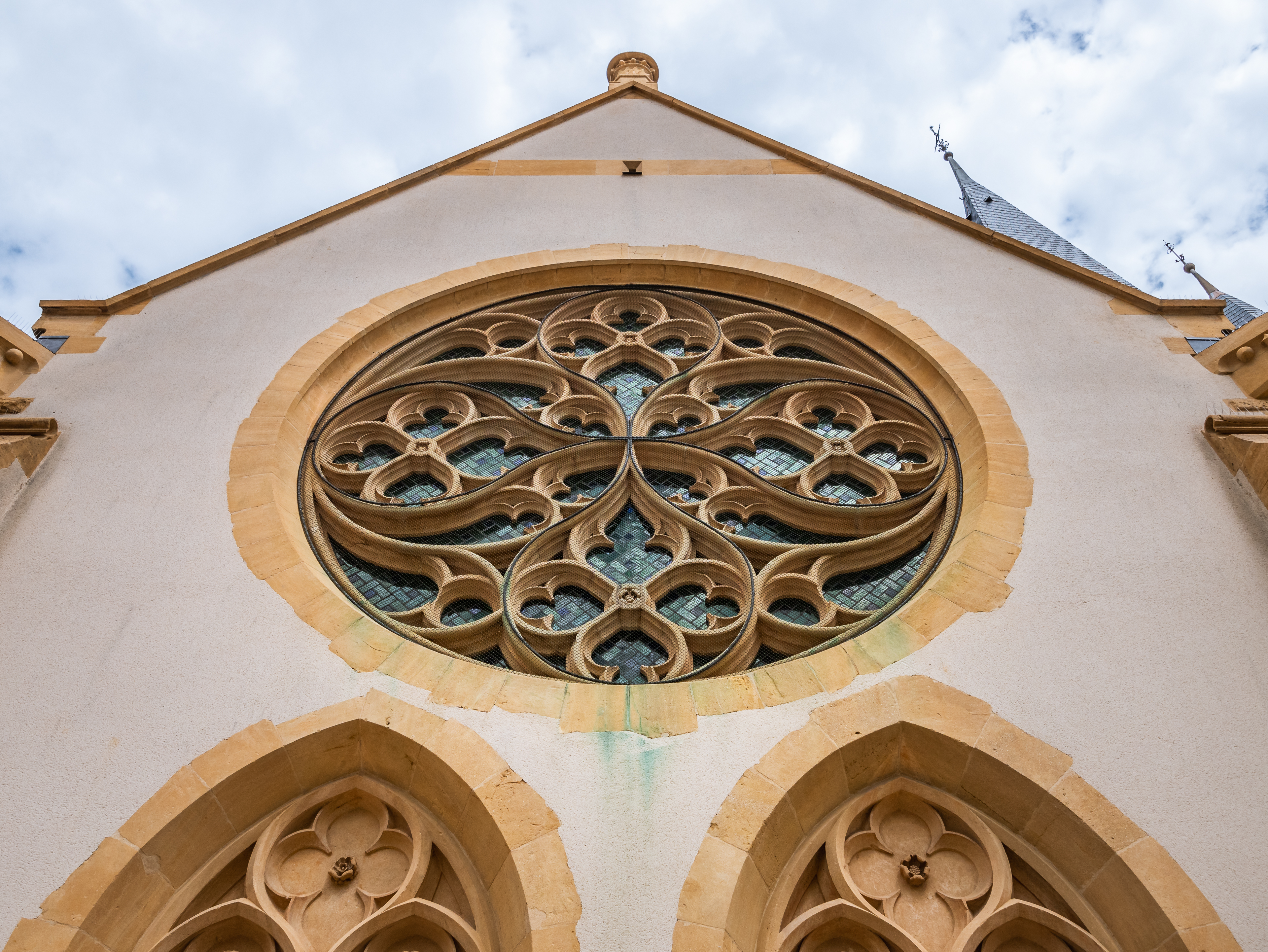
Rosace côté ouest
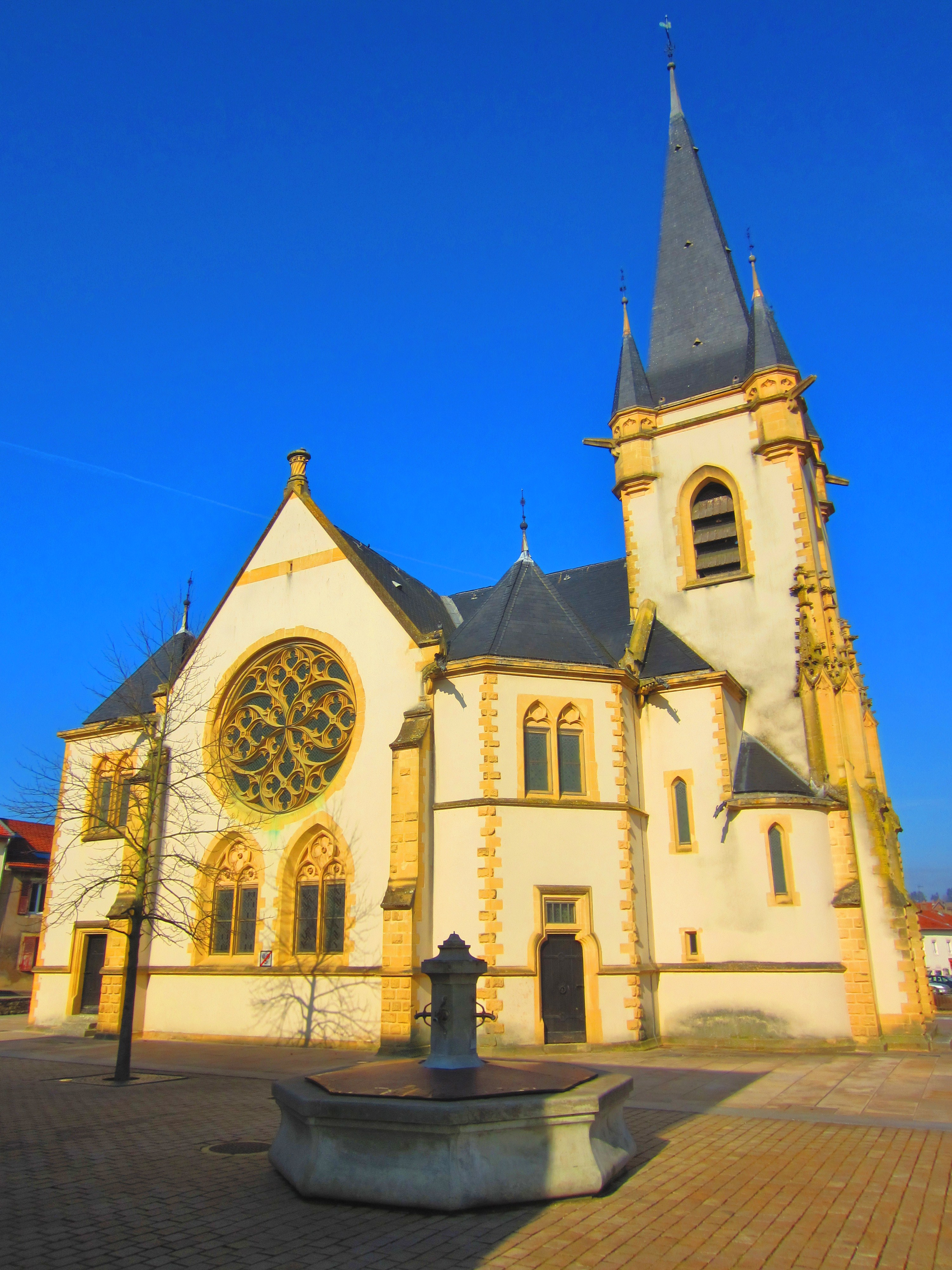
Le temple et sa fontaine